# Зельонкі (Малопольське воєводство)
Зельонкі (пол. Zielonki) — село в Польщі, у гміні Зельонки Краківського повіту Малопольського воєводства.
Населення — 5028 осіб (2011).
У 1975-1998 роках село належало до Краківського воєводства.

## Демографія
Демографічна структура станом на 31 березня 2011 року:
|          | Загалом | Допрацездатний вік | Працездатний вік | Постпрацездатний вік |
| -------- | ------- | ------------------ | ---------------- | -------------------- |
| Чоловіки | 2436    | 603                | 1633             | 200                  |
| Жінки    | 2592    | 581                | 1607             | 404                  |
| Разом    | 5028    | 1184               | 3240             | 604                  |